# Marmosops pinheiroi
Marmosops pinheiroi é uma espécie de marsupial da família Didelphidae. É encontrada no Brasil, Venezuela, Guiana, Suriname e Guiana Francesa.